# Reato militare
Il reato militare è un reato commesso da militari, in quanto appartenenti alle forze armate di uno Stato. Sono perseguiti dalla polizia militare e giudicati dalla giustizia militare, per essi può essere prevista una pena detentiva in un carcere militare.

## Classificazioni
La fonte normativa contenente le tipologie di reato riferite al personale militare è il codice penale militare (di pace o di guerra). Il codice di pace prevede reati contro la fedeltà e la difesa militare, contro il servizio militare, contro la disciplina militare e reati speciali. Quello di guerra prevede reati contro la fedeltà e la difesa militare,  contro il servizio in guerra, contro le leggi e gli usi della guerra.
A differenza del codice comune, tutti i reati militari sono "delitti". I reati militari non vanno confusi con le "trasgressioni" (illeciti disciplinari aventi per giuridica conseguenza non già l'applicazione di "pene", ma di "punizioni").

## Alcune fattispecie
- Ammutinamento - l'atto di disubbidire a un ordine dato da un superiore da parte di un gruppo di individui militarmente inquadrati.
- Diserzione -  reato commesso dal militare che, in tempo di pace o in guerra, abbandona il suo posto senza esserne autorizzato.
- Alto tradimento  - quando Organi istituzionali o funzionari pubblici (civili o militari) a conoscenza di segreti di Stato di natura militare, li rivelano a potenze nemiche.
- Insubordinazione - consiste nell'atteggiamento del militare che deliberatamente decide di non sottomettersi alle regole che gli sarebbero imposte dalla sua posizione di subordinato.